# Маріана Россі
Маріана Россі (ісп. Mariana Rossi, 2 січня 1979) — аргентинська хокеїстка на траві.
Бронзова призерка Олімпійських Ігор 2008 року.
Переможниця Трофею чемпіонів 2008, 2010 років.
Чемпіонка світу 2010 року, бронзова призерка 2014 року.
Переможниця Панамериканського кубка 2013 року.